# ЛиАЗ-52802
ЛиАЗ-52802 — 12-метровый полностью низкопольный троллейбус, который выпускался на Ликинском автобусном заводе с 2007 года. Был выпущен только один экземпляр, который эксплуатировался в Москве на 70 маршруте в 2009—2010 годах, а затем был возвращён обратно на завод. Также троллейбус данной модели эксплуатировался в Филиале Восточный.
Кроме этой модели на заводе выпускается ещё 2 вида троллейбусов. ЛиАЗ-5280, высокопольный, на базе ЛиАЗ-5256 с реостатно-контакторной системой управления и двигателем Динамо ДК-213, и ЛиАЗ-52803 (на базе ЛиАЗ-5293), наполовину низкопольный и оборудованный системой управления IGBT или РКСК.

## Описание
Троллейбус ЛиАЗ-52802 построен на базе низкопольного автобуса российского производства ЛиАЗ-5292 и использует очень много унифицированных деталей с этого автобуса. Троллейбус предназначен для городских перевозок с большим пассажиропотоком, преимуществом этого троллейбуса является низкий уровень пола. Сам по себе, этот троллейбус является достаточно крупным, длина автобуса составляет 12.4 метра, в высоту этот троллейбус даже на 20 сантиметров выше, чем его автобусный аналог.
Передняя часть троллейбуса в основном совпадает с автобусной моделью ЛиАЗ-5292. Лобовое стекло как и у большинства моделей ЛиАЗ является разделённым, с загнутыми краями по бокам. Модель стекла «триплекс» особенностью которого является обклейка его с двух сторон пластиком, что при ударе не позволяет ему разлететься мелкими кусочками по сторонам, и является травмобезопасным. Стеклоочистители троллейбуса — параллелограмного типа; возможна установка стеклоомывателей. Троллейбус снабжён двумя парами обычных и одной парой фар противотуманных. Боковые зеркала внешнего вида троллейбуса сферические, закрепленные на боках так, что свешиваются в стиле «rabbit ear style mirror», «уши кролика», уши зайца.
Моторный отсек троллейбуса находится на заднем свесе, несмотря на то, что троллейбус является низкопольным, уровень пола повышается сзади, а двигатель размещен в заднем свесе под полом". Троллейбус комплектуется двигателями российского производства Динамо ДК-213 (ЭК-213, ЕДК-213), мощностью 115 киловатт, а также асинхронными ТАД-280L4, ТАД-3 (мощностью 180 киловатт). Троллейбус оснащен IGBT-транзисторной системой управления, которая позволяет экономить до 30 процентов энергии и делать разгон и торможение более плавными. Троллейбус, как его автобусный аналог комплектуется мостами венгерского производства Raba, шины троллейбуса могут быть как дисковыми, так и радиальными, на троллейбусе могут применяться шины «Matador»; тяговый мост — задний.
Троллейбус ЛиАЗ-52802 считается низкопольным примерно 35 см от дорожного покрытия, с повышением в передней части а при заднем входе небольшая ступенька. Благодаря этому в троллейбус могут заезжать инвалидные коляски. С помощью специально тележки. На специально площадке есть место что бы единовременно там поместились 2 инвалида. В салон троллейбуса ведут три двустворчатые двери поворотно-сдвижного типа, в некоторых моделях имеются двери прижимного типа. Настил пола салона -линолеумный. Поручни троллейбуса толстого типа, покрыты полимерной краской для предотвращения коррозии Сиденья в салоне троллейбуса полумягкие, раздельного типа, спинки сидений — пластиковые, мягкая часть из синтетических материалов. В салоне троллейбуса содержится 23-25 сидений, в зависимости от комплектации а при полной загрузке может вмещать до 115 человек
Кабина водителя троллейбуса отделена от салона сплошной перегородкой. Дизайн места водителя значительно улучшен по сравнению с ЛиАЗ-5280. Приборная панель троллейбуса во многих элементах напоминает приборную панель ЛиАЗ-5292. Большинство клавиш, нужных при управлении располагаются по бокам приборной панели. Один существенный элемент, который отличается у троллейбуса от автобусного аналога — отсутствие стрелочных приборов, которые заменены электронным табло. Водительское кресло комфортное, с подголовником, спинка кресла регулируется в зависимости от физических параметров водителя. Рулевая система троллейбуса от чешской фирмы «Csepel», с гидроусилителем. Управление троллейбусом происходит с помощью двух управляющих педалей (акселератор и тормоз), которые размещены по бокам от рулевой колонки.